# Cangoderces
Cangoderces is een geslacht van spinnen uit de familie Telemidae.

## Soorten
- Cangoderces cameroonensis Baert, 1985[2]
- Cangoderces christae Wang & Li, 2011[3]
- Cangoderces koupeensis Baert, 1985[2]
- Cangoderces lewisi Harington, 1951
- Cangoderces milani Wang & Li, 2011[3]